# Hanns Dünnebier

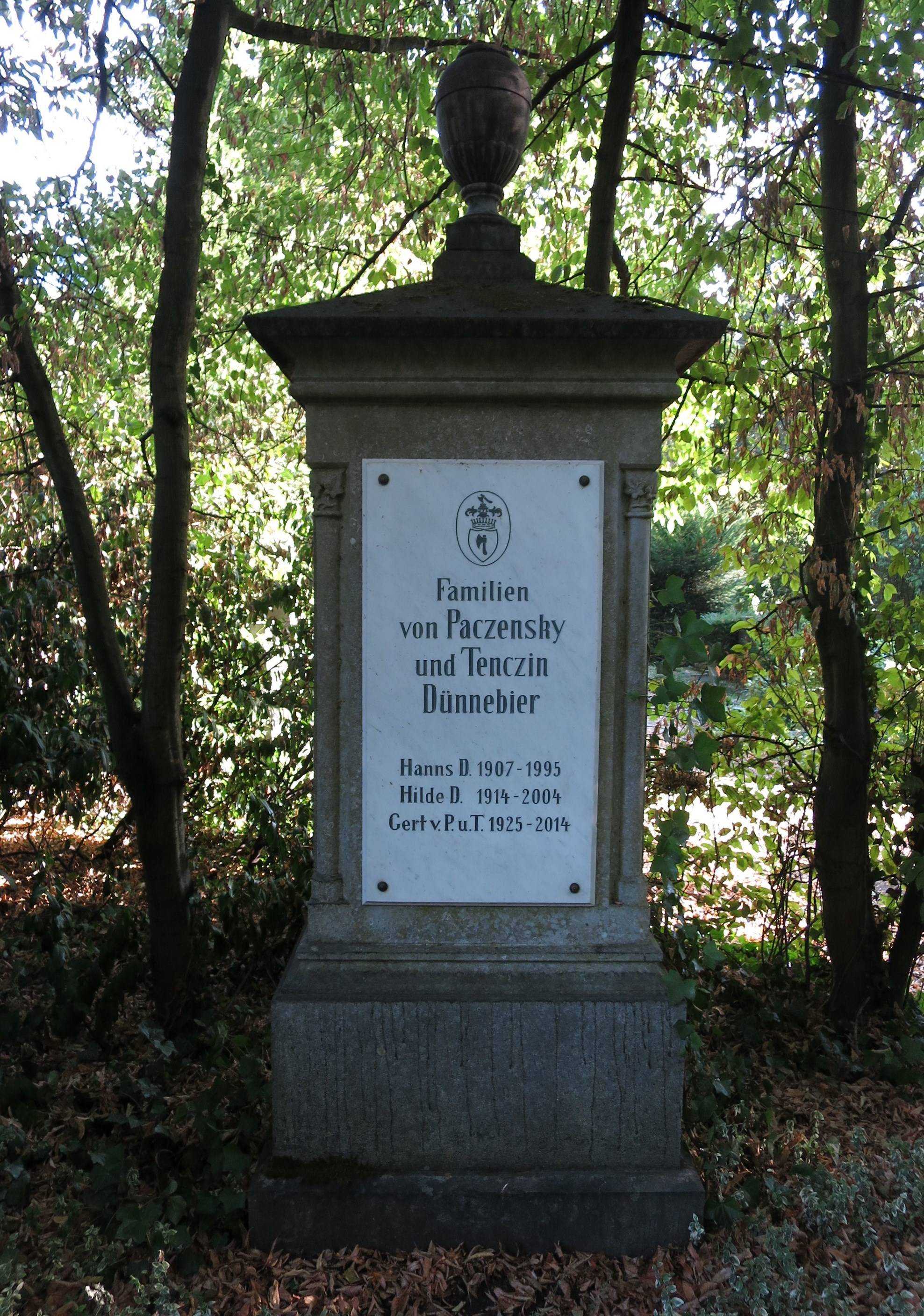
Grabstätte Melaten-Friedhof

Hanns Dünnebier (* 12. Juni 1907 in Freiberg; † 27. Juni 1995 in Freiburg im Breisgau) war ein deutscher Jurist.

## Leben
Der dritte Sohn eines Regierungsoberinspektors besuchte das Realgymnasium in Döbeln zunächst nur bis zur mittleren Reife. Ab 1923 lernte er in der dortigen Commerz- und Privatbank. Nach der nachgeholten Reifeprüfung 1929 am Realgymnasium in Döbeln studierte er an der Universität Leipzig Rechtswissenschaft (1934 die erste juristische Staatsprüfung). Nach der Promotion zum Dr. iur. 1941 war er Generalstaatsanwalt in Bremen (1956–1972).
Dünnebier war verheiratet mit Hildegard geb. Freytag (1914–2004). Die gemeinsame Tochter ist die Schriftstellerin Anna Dünnebier (* 1944), die mit dem Journalisten Gert von Paczensky verheiratet war. Dünnebier starb 1995 im Alter von 88 Jahren. Die Familiengrabstätte befindet sich auf dem Kölner Melaten-Friedhof.

## Schriften (Auswahl)
- mit Hans Schultz und Hilding Eek: Das Problem einer Sonderstellung der Presse im Strafverfahren. Verhandlungen der Fachgruppe Strafrechtsvergleichung anläßlich der Tagung für Rechtsvergleichung in Kiel vom 8. bis 11. September 1965. Frankfurt am Main 1966, OCLC 601371781.
- Das neue Recht der Untersuchungshaft. Berlin 1966, OCLC 1198832107.
- mit Karl Bachler: Bruckmann's Handbuch der modernen Druckgraphik. München 1973, OCLC 610677134.